# 3616 Glazunov
3616 Glazunov eller 1984 JJ2 är en asteroid i huvudbältet som upptäcktes den 8 september 1984 av den sovjetisk-ryska astronomen Ljudmila Zjuravljova vid Krims astrofysiska observatorium på Krim. Den är uppkallad efter den ryske konstnären Ilja Glazunov.
Asteroiden har en diameter på ungefär nio kilometer och den tillhör asteroidgruppen Eunomia.